# Дева Мария Лурдска (Пловдив)
„Дева Мария Лурдска“ е християнска църква в Пловдив, България, част от Софийско-пловдивската епархия на Римокатолическата църква. Църквата е в енорията „Свети Лудвиг“ в Пловдив и е обявена за национално светилище на католиците в България.

## История на храма
В началото на XX век в квартала „Кючюк Париж“ на град Пловдив се заселват много католици. Това поставя необходимост за образуване на втора енория в града.
В началото на XX в. в новоформиращия се квартал „Кючук Париж“ на град Пловдив живеят около 25 католически семейства. През 1903 г. започва строителството и през 1909 г. е построена църквата „Дева Мария Лурдска“. Тя е осветена от епископ Роберто Менини на 12 септември 1909 г. От Лурд е донесена статуя на Дева Мария. Други две статуи – на света Геновева и на свети Франциск – са донесени също от Франция. Папа Пий Х оказва духовна и материална помощ. Цар Фердинанд дарява 3000 лв. за завършването на църквата.
Енорията се смята за помощна на енорията „Свети Лудвиг“ в града.
След 1958 г. в храма служи отец Петър Изамски – помощник енорист в катедралата „Свети Лудвиг“.
През 1996 г. църквата е обявена за национално светилище на католиците в България. До лятото на 2018 г. ректор на църквата е отец Младен Плачков, след него – отец Димитър Димитров.
До църквата се намира манастирът на сестрите от ордена на „Майка Тереза“.
Храмов празник – 11 февруари.